# جيريمي كيمبروف
جيريمي كيمبروف (بالإنجليزية: Jeremy Kimbrough)‏ هو لاعب كرة قدم أمريكية أمريكي، ولد في 22 مايو 1991 في ديكاتور في الولايات المتحدة.

## وصلات خارجية
- جيريمي كيمبروف على موقع مرجع كرة القدم المحترفة.كوم (الإنجليزية)